# Liste der tunesischen Kabinette

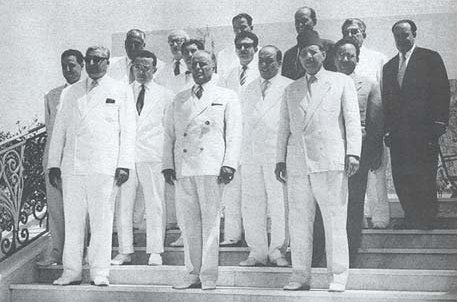
Kabinett Bourguiba I (1957)

Die folgende Liste enthält die Kabinette, die seit der Unabhängigkeit der Republik Tunesien von der französischen Kolonialherrschaft im März 1956 Teil der tunesischen Regierung gewesen sind (siehe auch Politisches System Tunesiens).
- 1954–1956 Kabinett Ben Ammar
- 1956–1957 Kabinett Bourguiba I
- 1957–1969 Kabinett Bourguiba II
- 1969–1970 Kabinett Ladgham
- 1970–1980 Kabinett Nouira
- 1980–1986 Kabinett Mzali
- 1986–1987 Kabinett Sfar
- 1987–1987 Kabinett Ben Ali
- 1987–1989 Kabinett Baccouche
- 1989–1999 Kabinett Karoui
- 1999–2011 Kabinett Ghannouchi I
- 2011–2011 Kabinett Ghannouchi II
- 2011–2011 Kabinett Essebsi
- 2011–2013 Kabinett Jebali
- 2013–2014 Kabinett Larajedh
- 2014–2015 Kabinett Jomaâ
- 2015–2016 Kabinett Essid
- 2016–2020 Kabinett Chahed
- 2020–2020 Kabinett Fakhfakh
- 2020–2021 Kabinett Mechichi
- 2021–2023 Kabinett Bouden
- 2023–2024 Kabinett Hachani
- 2024–heute Kabinett Maddouri